# Bajpe
Bajpe è una suddivisione dell'India, classificata come census town, di 8.032 abitanti, situata nel distretto del Kannada Meridionale, nello stato federato del Karnataka. In base al numero di abitanti la città rientra nella classe V (da 5.000 a 9.999 persone).

## Geografia fisica
La città è situata a 12° 59' 08 N e 74° 52' 27 E.

## Società

### Evoluzione demografica
Al censimento del 2001 la popolazione di Bajpe assommava a 8.032 persone, delle quali 3.872 maschi e 4.160 femmine. I bambini di età inferiore o uguale ai sei anni assommavano a 912, dei quali 480 maschi e 432 femmine. Infine, coloro che erano in grado di saper almeno leggere e scrivere erano 6.288, dei quali 3.168 maschi e 3.120 femmine.